# 25C-NBOMe
25C-NBOMe (NBOMe-2C-C, 2C-C-NBOMe, Cimbi-82)は、幻覚剤で、幻覚性フェネチルアミンの2C-Cの誘導体である。25C-NBOMeは2010年にネット上の販売業者のサイトに登場したが、2011年まで文献での報告はなかった。5-HT2A受容体に対する部分作動薬として作用し、炭素11の同位体標識として、ポジトロン断層法(PET)による脳の5-HT2A受容体への分布をマッピングするリガンドとして注目されている。

## 歴史

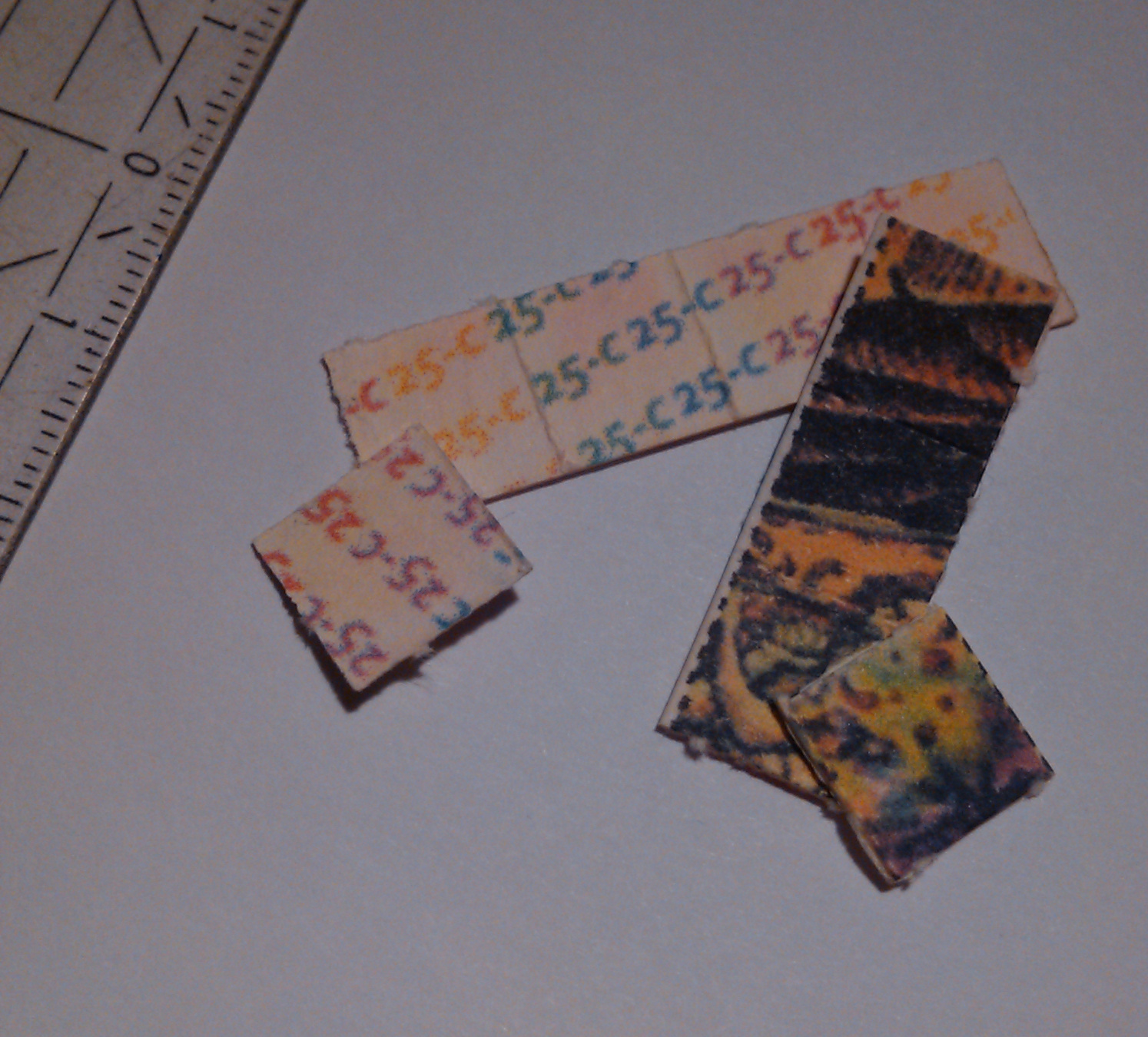
25C-NBOMeを含む吸い取り紙。

25C-NBOMeは、幻覚性フェネチルアミンの2C-Cのアミンの2-メトキシベンジル基を置換することで誘導される。苦く、金属味の、塊の白い粉末である。25C-NBOMeは、LSDとして販売されている吸い取り紙に似た形でも流通していた。

## 用量
人間の使用者による事例報告では、わずか200-500マイクログラムの用量で幻覚剤として作用し、LSDの力価の3分の1ほどである。

## 規制
2015年に向精神薬に関する条約のスケジュールIが勧告された。